# Asplenium australasicum
Asplenium australasicum är en svartbräkenväxtart som först beskrevs av John Smith, och fick sitt nu gällande namn av William Jackson Hooker. Asplenium australasicum ingår i släktet Asplenium och familjen Aspleniaceae. Utöver nominatformen finns också underarten A. a. robinsonii.

## Bildgalleri

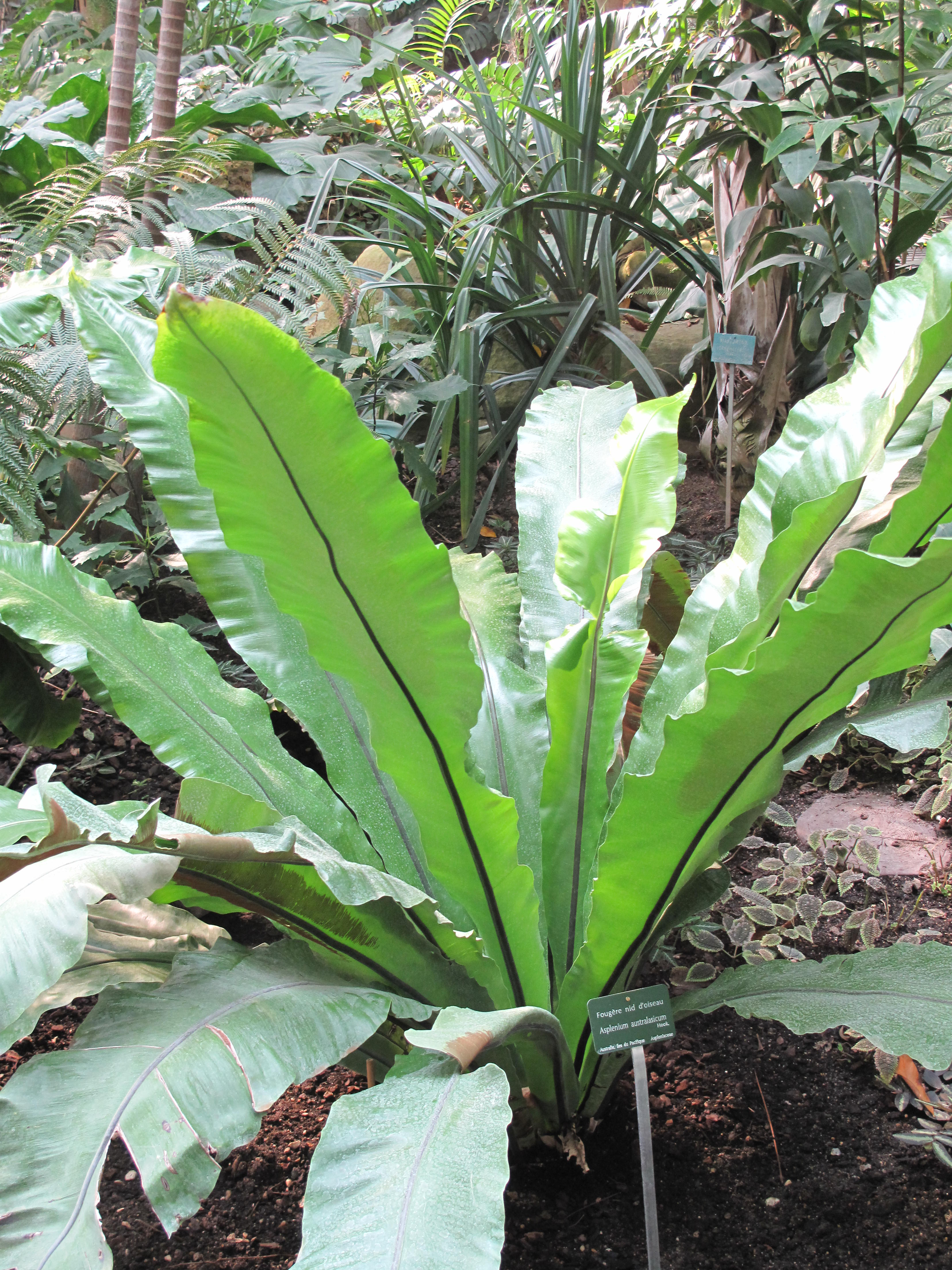
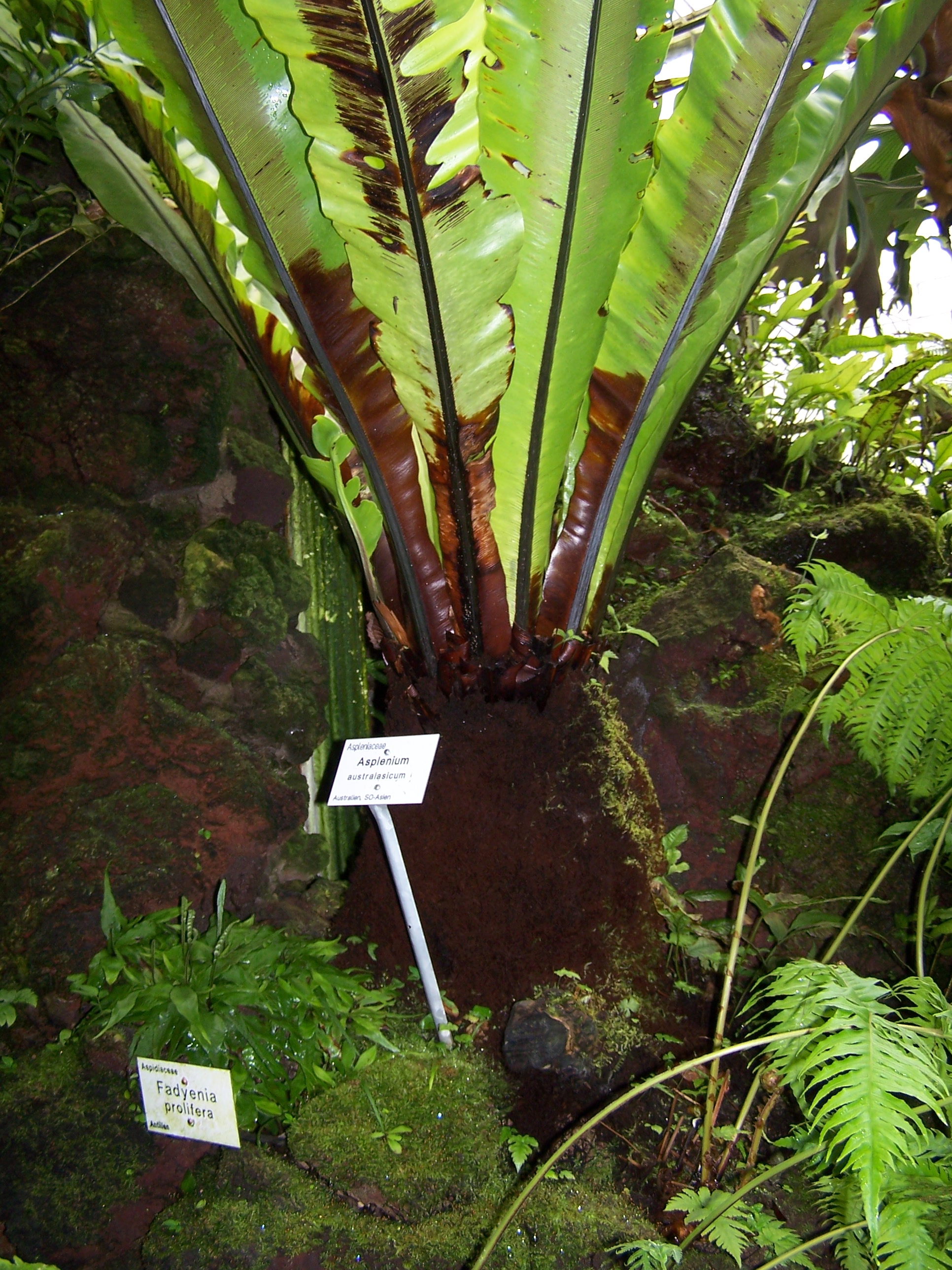
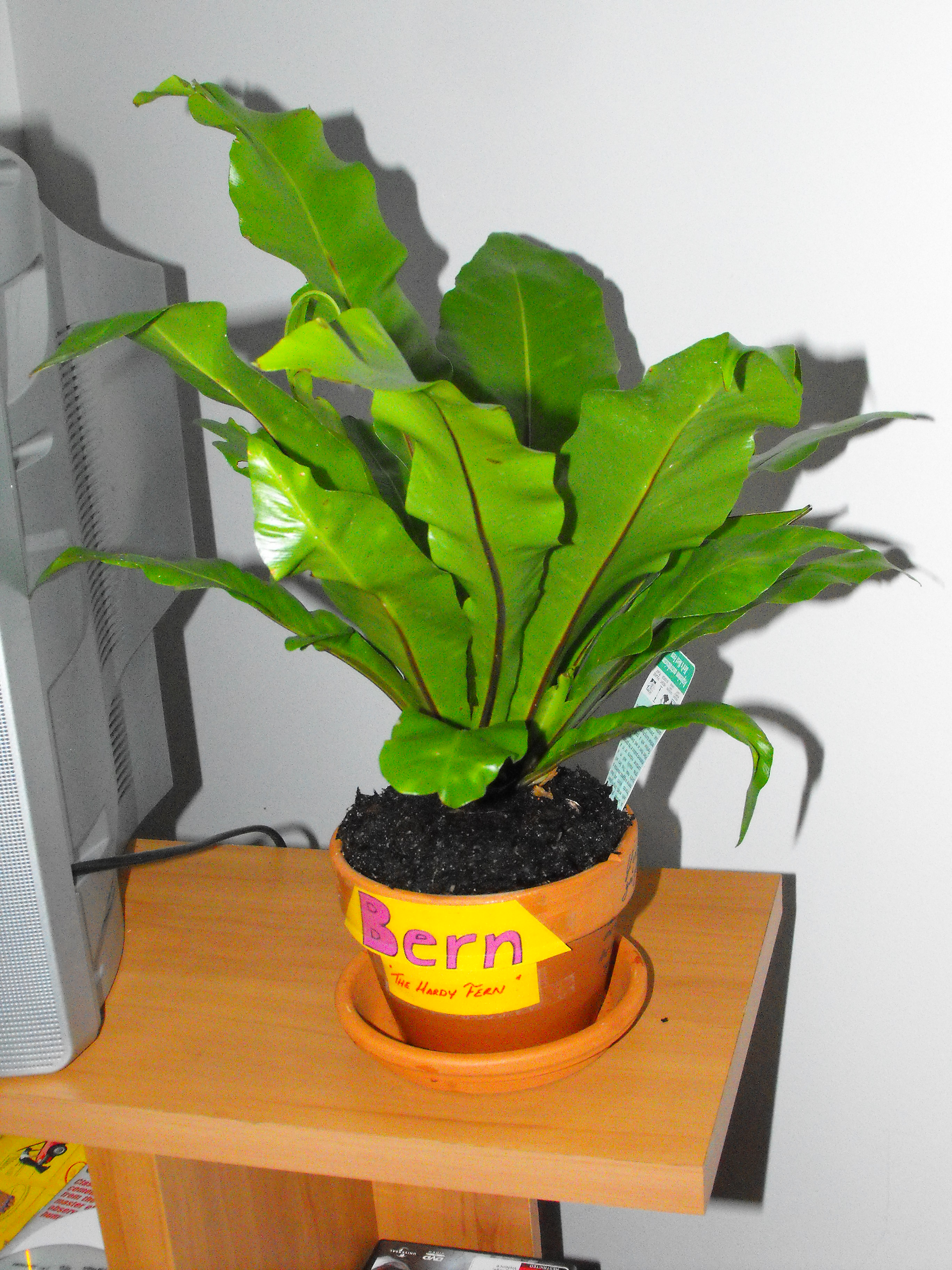
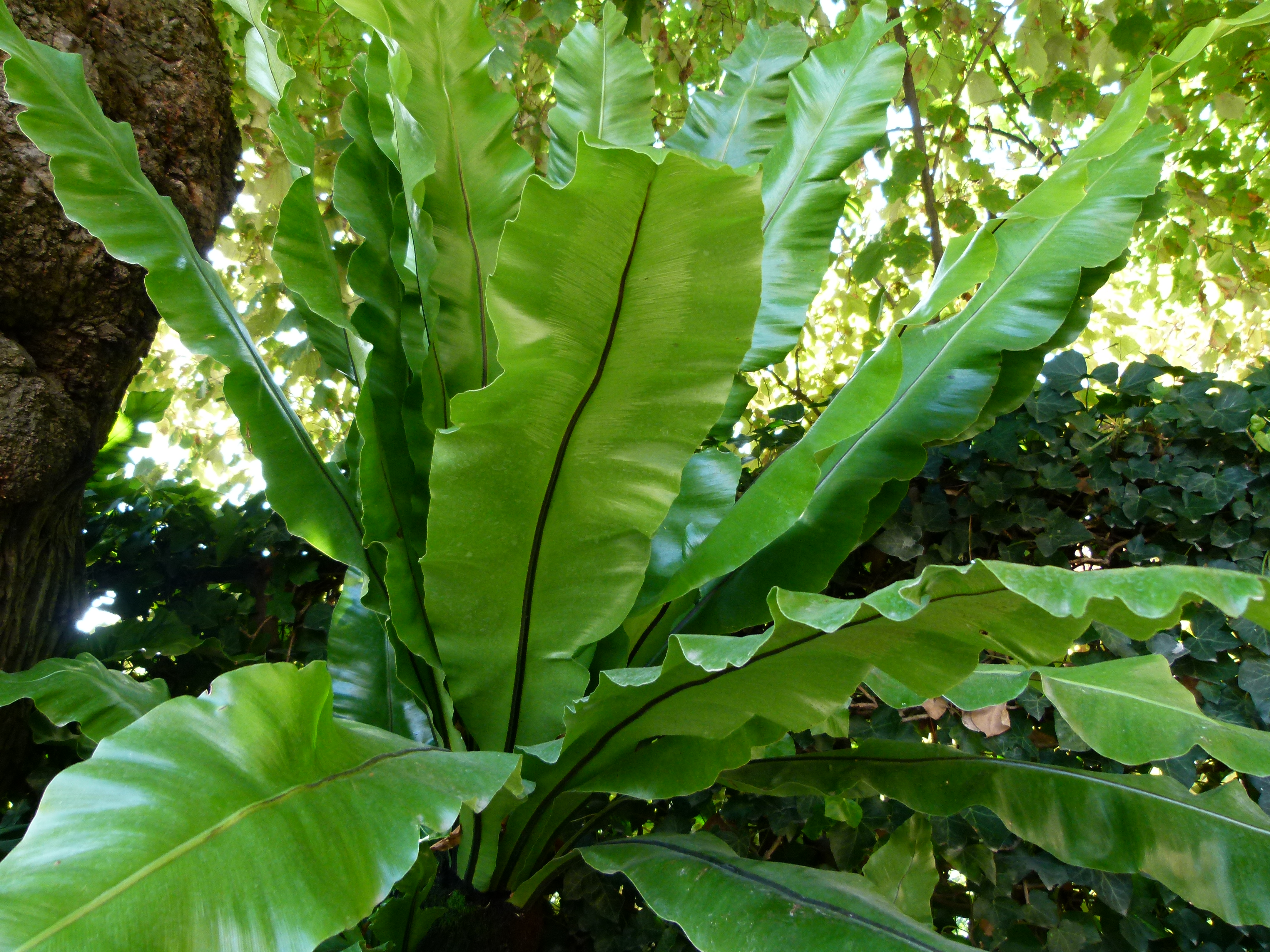
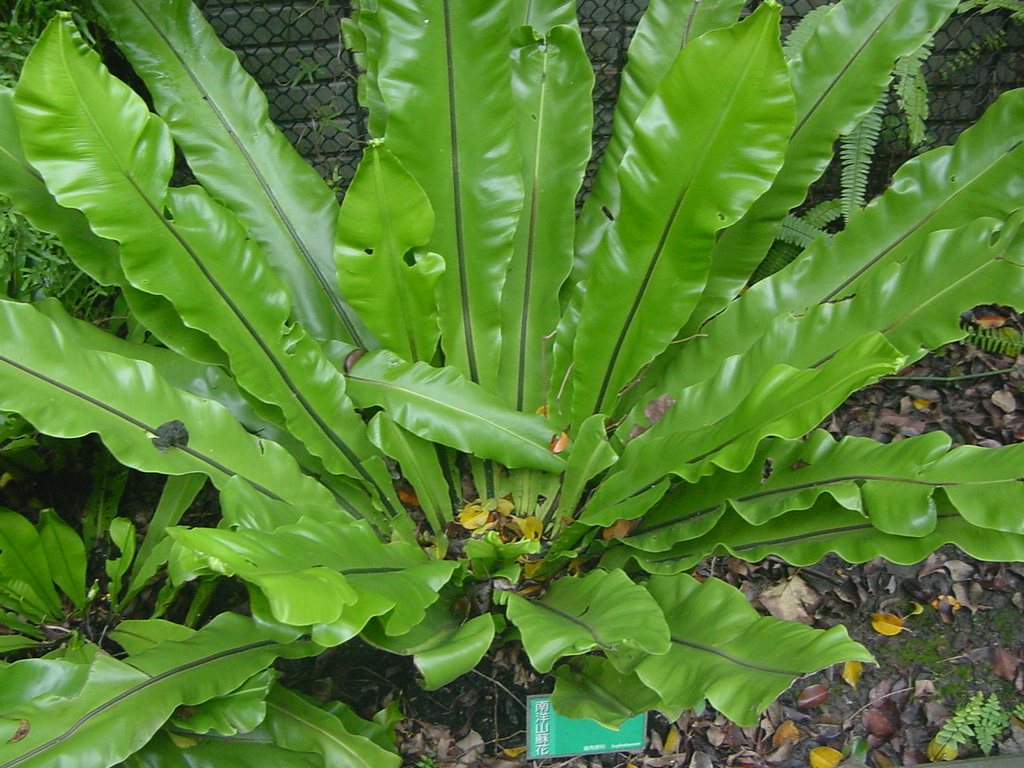
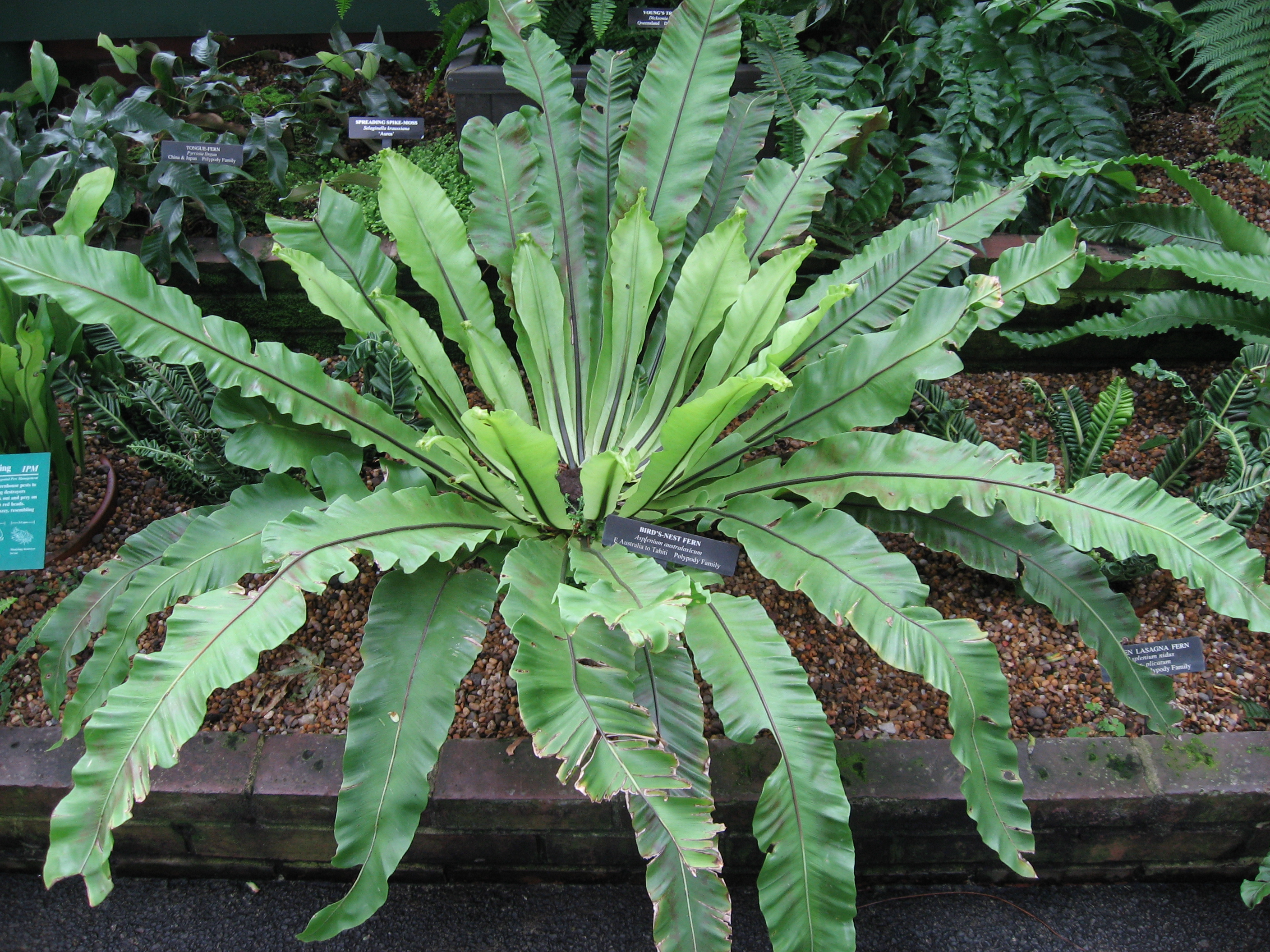